# Lys-Klasse
Die Lys-Klasse war eine Klasse von drei 64-Kanonen-Linienschiffen der französischen Marine, die von Jacques-Luc Coulomb gebaut wurden und von 1747 bis 1762 in Dienst standen.

## Einheiten
| Name     | Bauwerft         | Kiellegung  | Stapellauf         | Indienststellung | Verbleib |
| -------- | ---------------- | ----------- | ------------------ | ---------------- | --- |
| Lys      | Arsenal de Brest | Januar 1745 | 10. September 1746 | Januar 1747      | Im Juni 1755 durch die Royal Navy gekapert, keine Indienststellung                                                                                      |
| Fougueux | Arsenal de Brest | Januar 1745 | März 1747          | Juli 1747        | Im Oktober 1747 (Zweite Seeschlacht am Kap Finisterre) durch die Royal Navy gekapert, als Fougueux in Dienst und ab Mai 1759 in Pourtsmouth abgebrochen |
| Dragon   | Arsenal de Brest | Januar 1745 | 16. September 1747 | Januar 1748      | Am 17. März 1762 bei Cap-Français gesunken |

## Technische Beschreibung
Die Klasse war als Batterieschiff mit zwei durchgehenden Geschützdecks konzipiert und hatte eine Länge von 48,40 Metern (Geschützdeck) bzw. 46,61 Metern (Kiel), eine Breite von 12,99 Metern und einen Tiefgang von 6,17 Metern bei einer Verdrängung von 2100 Tonnen. Sie waren Rahsegler mit drei Masten (Fockmast, Großmast und Kreuzmast). Der Rumpf schloss im Heckbereich mit einem Heckspiegel, in den Galerien integriert waren, die in die seitlich angebrachten Seitengalerien mündeten.
Die Bewaffnung der Klasse bestand aus 64 Kanonen.
|        | Unteres Batteriedeck | Oberes Batteriedeck | Backdeck      | Achterdeck    | Kanonen (Geschossgewicht) |
| ------ | -------------------- | ------------------- | ------------- | ------------- | ------------------------- |
| Design | 26 × 24-Pfünder      | 28 × 12-Pfünder     | 4 × 6-Pfünder | 6 × 6-Pfünder | 64 Kanonen (249,65 kg)    |

## Besatzung
Die Besatzung hatte im Frieden eine Stärke von 466 Mann und im Kriegsfall 506 Mann (6 Offiziere und 460 bzw. 500 Unteroffiziere bzw. Mannschaften).

## Bemerkungen
1. ↑  Bei der Berechnung des Gewichtes einer Breitseite kann es zu Unterschieden kommen, da in der damaligen Zeit ein Pfund, je nach Land, unterschiedliche Gewichtswerte hatte. Das französische Livre hatte z. B. ein Gewicht von 489,506 Gramm während das englische Pound ein Gewicht von 453,592 Gramm hatte.